# Undiano

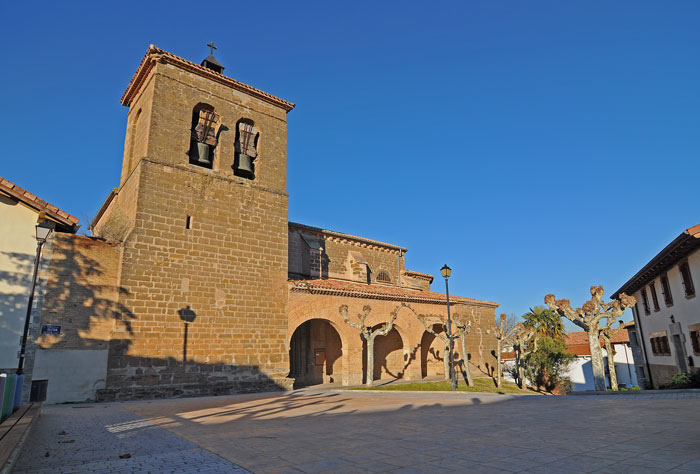
Iglesia de Undiano

Undiano (Undio en euskera de forma cooficial) es una localidad española y un concejo de la Comunidad Foral de Navarra perteneciente al municipio de la Cendea de Cizur. Está situada en la Merindad de Pamplona, en la Cuenca de Pamplona y a 13 km de la capital de la comunidad, Pamplona. Su población en 2014 fue de 197 habitantes (INE).
De la localidad destaca la Iglesia de San Martín de Tours (siglo XIV) así como un palacio cuyo primitivo escudo era: 

de gules, con un creciente renversado de plata, bordeado de un jaquelado de dos franjas o series, orlado de doce aspas o sotueres de plata.

Sus fiestas se celebran el tercer domingo de septiembre.

## Geografía física

### Situación
Undiano se sitúa en la parte Suroeste de la Cendea de Cizur, situada a su vez en la parte central de la Comunidad Foral de Navarra y al Suroeste de la Cuenca de Pamplona. Dista 13 km de Pamplona, 88 km de San Sebastián, 105 de Vitoria, y 78 km de Logroño.
Su término concejil tiene una superficie de 9,1 km² y limita al norte con Larraya y Muru-Astráin, al este con Astráin, al sur con Puente la Reina y Legarda y al oeste con Ubani.
|              | Norte: Larraya       |               |
| Oeste: Ubani |                      | Este: Astráin |
|              | Sur: Puente la Reina |               |

## Demografía

### Evolución de la población
| Gráfica de evolución demográfica de Undiano entre 2000 y 2020 |
|                                                               |
| Datos según el nomenclátor publicado por el INE.              |

## Comunicaciones
| Eskualdeko Hiri Garraioa/Transporte Urbano Comarcal |   |
| Taxi Iruñerria                                      |   |
| Zona                                                | B |
| Estaciones                                          |   |